# Kardemir Karabükspor
El Kardemir Demir Çelik Karabükspor es un club de fútbol de Turquía con sede en Karabük, Turquía. El equipo fue fundado en 1969 después de una fusión entre Karabük Gençlikspor y Demir Çelik Spor. El club sirve en ramas como el fútbol, el baloncesto en silla de ruedas y voleibol. Desde la temporada 2022-2023 jugará en la Bölgesel Amatör Lig, quinta división de Turquía.
A lo largo de los años, ha incluido Karabükspor jugadores tan notables como Ali Yavaş, Sari Selami, Hakan Ünsal, Ibrahim Üzülmez y Ibrahim Kaş en su equipo. El apodo del club es Mavi Ateş (Blue Flame). Además, su base de fanes es también conocido como Mavi Ateş. El apodo viene de inmarcesible llama azul que sale de una de las chimeneas de las industrias siderúrgicas Kardemir-que se encuentra en la entrada de la ciudad. Como la fábrica da nombre al club, el equipo se cita como un equipo trabajador.
El club es conocido como uno de los clubes que ha completado las instalaciones en Turquía. Los deportes modernos instalaciones del club se completó alrededor del 1993-1994 temporada que incluyen motivos de capacitación de fitness y pistas de cruz y en ejecución.

## Historia
En el año 1938, Azmi Tılabar, el administrador principal de la industria turca de hierro-acero, fundada D.C. Gençlik Kulübü (D. C. Club de Jóvenes), con colores gris-azul y poner el primer paso en el deporte en relación con la ciudad. Después de 1938, las ramas deportivas han sido entrenados por los deportistas notables de Turquía. En estos tiempos, el entrenador del equipo de fútbol era un ingeniero Inglés, el Sr. Lain. El entrenador de atlhletism era turco Nacional deportista Faik Önen. Por otra parte, Mersinlí Ahmet y Yaşar Dogu fue formadores de la lucha libre.
Durante 1940, Karabükspor se convirtió en un símbolo en el ciclismo, tenis y lucha libre alrededor del Turquía. A partir de 1950 el Gençlikspor Karabük (Karabuk Deportiva Juvenil) se unió a DC Gençlik Kulübü y, por último, el club tienen sus colores como rojo, azul y comenzó a mostrar en sí mismo círculo de fútbol de Turquía.

## Jugadores

### Plantilla 2017/18
- = Lesionado de larga duración

#### Altas y bajas 2017–18
| Altas               | Altas          | Altas         | Altas     | Altas        |
| Jugador             | Posición       | Procedencia   | Tipo      | Costo        |
| ------------------- | -------------- | ------------- | --------- | ------------ |
| Ferhat Görgülü      | Defensa        | Agente libre  | Libre.    | --           |
| Hamidou Traoré      | Centrocampista | Agente libre  | Libre.    | --           |
| Luis Ibáñez         | Defensa        | Trabzonspor   | Cesión.   | --           |
| Çağlar Şahin Akbaba | Portero        | Elazığspor    | Traspaso. | No revelado. |
| Gheorghe Grozav     | Centrocampista | Agente libre  | Libre.    | --           |
| Yolcu Mansız        | Centrocampista | Altay         | Traspaso. | No revelado. |
| Gabriel Torje       | Centrocampista | Akhmat Grozny | Cesión.   | --           |

| Bajas               | Bajas          | Bajas         | Bajas                  | Bajas     |
| Jugador             | Posición       | Destino       | Tipo                   | Costo     |
| ------------------- | -------------- | ------------- | ---------------------- | --------- |
| Yevhen Seleznyov    | Delantero      | Agente libre  | Rescisión de contrato. | --        |
| Iasmin Latovlevici  | Centrocampista | Galatasaray   | Traspaso.              | €800.000. |
| Vladimir Rodić      | Centrocampista | Agente libre  | Rescisión de contrato. | --        |
| Ionuț Neagu         | Centrocampista | Agente libre  | Rescisión de contrato. | --        |
| Marius Alexe        | Delantero      | Agente libre  | Rescisión de contrato. | --        |
| Abdou Razack Traoré | Delantero      | Agente libre  | Rescisión de contrato. | --        |
| Ermin Zec           | Centrocampista | Agente libre  | Fin de contrato.       | --        |
| Dejan Lazarevic     | Centrocampista | Chievo Verona | Fin de cesión.         | --        |
| Ercüment Kafkasyalı | Portero        | Agente libre  | Fin de contrato.       | --        |

## Palmarés

### Torneos nacionales
- TFF Primera División (1): 2010

## Participación en competiciones de la UEFA
| Temporada | Torneo             | Ronda            | Club          | Casa | Visita | Global         |
| --------- | ------------------ | ---------------- | ------------- | ---- | ------ | -------------- |
| 2014–15   | UEFA Europa League | Clasificatoria 3 | Rosenborg     | 0–0  | 1–1    | 1–1(a)         |
| 2014–15   | UEFA Europa League | Play-off         | Saint-Étienne | 1–0  | 0–1    | 1–1 (3-4 pen.) |